# Spångsholm
Spångsholm – miejscowość (tätort) w Szwecji, w regionie administracyjnym (län) Östergötland, w gminie Mjölby.
Według danych Szwedzkiego Urzędu Statystycznego liczba ludności wyniosła: 374 (31 grudnia 2015), 237 (31 grudnia 2018) i 232 (31 grudnia 2019).